# Président par accident
Pour plus de détails, voir Fiche technique et Distribution.
Président par accident (Head of State litt. « Chef d'état ») est un film américain réalisé par Chris Rock, sorti en 2003.
Le film commence alors que les élections présidentielles commencent dans quelques semaines et le Parti démocrate a perdu ses candidats à la présidence et à la vice-présidence dans un accident d'avion. Leur priorité : trouver quelqu'un qui perdra à coup sûr. Ils choisissent Mays Gilliam, un politicien inconnu issu des quartiers pauvres de la ville de Washington qu'ils pensent pouvoir manipuler facilement. Mais si Mays est en lice, c'est surtout pour s'éclater. Il engage Mitch, son déjanté de frère en tant que candidat à la vice présidence, et mène avec lui une campagne des plus originales. Et ça marche : contre toute attente Mays arrive en tête des sondages.

## Synopsis
Mays Gilliam est conseiller municipal dans le neuvième district de Washington, un quartier pauvre où règnent la violence, le crime et le trafic de drogue. Dès qu'il y a un problème à régler, la population fait appel à lui.
Dans le même temps, à quelques semaines des élections présidentielles de 2004, le Parti démocrate vient de perdre dans un accident d'avion ses candidats à la présidence et à la vice-présidence. La priorité du parti est donc de trouver un candidat, mais estimant avoir peu de chance de gagner cette fois-ci, il faut trouver un candidat qui perdra à coup sûr.
Après avoir vu à la télé le nouvel exploit de Mays, qui a sauvé in extremis la chatte d'une femme dont la maison allait être détruite, les dirigeants du parti décident de faire appel à lui.
Alors qu'il vient de perdre son emploi et que sa petite amie Kim vient de rompre, Mays se fait aborder dans la rue et amener au siège du parti. Il est étonné quand on lui annonce qu'on veut qu'il le soit le candidat démocrate à la présidence car il représente les vrais gens et a conscience de leur problème. Le but du parti est de choisir un candidat issu d'une minorité pour avoir toutes ses chances à la prochaine élection présidentielle en 2008.
Dans un premier temps, Mays sent qu'il ne sera pas en mesure de réussir à être président mais représentant l'ensemble de la population afro-américaine, il sait qu'il ne peut pas renoncer. Lorsque son grand frère Mitch le persuade de prendre la parole comme il le sent, en ne se laissant plus dicter ses discours et en parlant avec son cœur, il commence à monter dans les sondages et à connaître un échos dans tout le pays.
Brian Lewis, vice-président sortant et candidat républicain à la présidence, qui ne le prend pas au sérieux au début commence à attaquer durement Mays. Ce dernier décide de répondre par l'humour, et Mays gagne encore dans les sondages.
Alors que l'échéance approche, Mays apprend la raison pour laquelle il a été choisi et en veut beaucoup à ses agent de campagne. Il décide de choisir son frère comme colistier et candidat à la vice-présidence.
Il obtient un débat avec Lewis au cours duquel il réussit à gagner la foule grâce à un discours sur la vie réelle des américains. À la fin, Mays est élu à la surprise générale à la présidence et devient ainsi le premier président afro-américain des États-Unis.

## Fiche technique
Sauf indication contraire, les informations mentionnées dans cette section peuvent être confirmées par les bases de données cinématographiques IMDb et Allociné,  présentes dans la section « Liens externes ».
- Titre original : Head of State
- Titre français : Président par accident
- Titre québécois : Chef de l'état[1]
- Réalisation : Chris Rock
- Scénario : Chris Rock et Ali LeRoi (en)
- Musique : DJ Quik et Marcus Miller
- Direction artistique : Ray Kluga
- Décors : Steven J. Jordan
- Costume : Amanda Sanders
- Photographie : Donald E. Thorin
- Son : George H. Anderson, Gary C. Bourgeois, Whit Norris, Greg Orloff, John Pritchett
- Montage : Stephen A. Rotter
- Producteur : Ali LeRoi, Chris Rock et Michael Rotenberg
  - Production déléguée : Ezra Swerdlow
- Sociétés de production : 3 Arts Entertainment et Dreamworks Pictures
- Sociétés de distribution : DreamWorks Distribution (États-Unis) ; United International Pictures (France)
- Budget : 35,2 millions USD[2],[3]
- Pays de production :  États-Unis
- Langue originale : anglais
- Format : couleur (Technicolor / DuArt) — 35 mm — 1,85:1 (Panavision) — son DTS / Dolby Digital / SDDS
- Genre : comédie
- Durée : 95 minutes
- Dates de sortie[4] :
  - États-Unis, Canada : 28 mars 2003
  - France : 20 août 2003[5]
- Classification[6] :
  - États-Unis : accord parental recommandé, film déconseillé aux moins de 13 ans (PG-13 - Parents Strongly Cautioned)[N 1]
  - France : tous publics[7]

## Distribution
- Chris Rock (VF : Lucien Jean-Baptiste) : Mays Gilliam
- Dylan Baker (VF : Bernard Métraux) : Martin Geller
- Lynn Whitfield (VF : Ariane Deviègue) : Debra Lassiter
- Tamala Jones (VF : Géraldine Asselin) : Lisa Clark
- Bernie Mac (VF : Lionel Henry) : Mitch Gilliam
- Nick Searcy (VF : Michel Prud'homme) : Brian Lewis
- James Rebhorn (VF : Philippe Catoire) : Bill Arnot
- Robin Givens : Kim
- Robert Stanton (VF : Didier Cherbuy) : Le conseiller de Lewis
- Stephanie March (VF : Yumi Fujimori) : Nicolette 'Nikki' White
- Keith David (VF : Med Hondo) : Bernard Cooper
- Tracy Morgan (VF : Jean-François Vlérick) : L'homme à la viande
- Ned Eisenberg : Mike Blake
- Reg E. Cathey : L'officier Waters

Le générique de début précise également que Jesse Jackson, Al Sharpton, Rudy Giuliani, Joe Liberman, Bob Dole, Al Gore et Hillary Clinton ne sont pas dans ce film.

## Production
Chris Rock a déclaré que l'idée du film lui était venu avec le fait que lors de l'élection présidentielle américaine de 1984, le candidat démocrate Walter Mondale avait choisi une femme pour être sa colistière et candidate à la vice-présidente, Geraldine Ferraro. Les démocrates savaient qu'ils avaient peu de chance cette année-là de réussir à battre le président sortant Ronald Reagan mais ils ont choisi Ferraro dans l'espoir d'obtenir le vote des femmes.
Ce film met en lumière la possible candidature puis élection à la présidence d'un afro-américain. Un peu plus de cinq ans après la sortie du film, lors de la présidentielle de 2008 (qui est en outre évoquée dans le film), Barack Obama a été le premier candidat afro-américain, et donc le premier afro-américain à être élu président des États-Unis.

## Accueil

### Accueil critique
Lors de la cérémonie de The Stinkers Bad Movie Awards en 2003, Robin Givens a été nommée pire actrice dans un second rôle.

## Nominations

### 2003
- Teen Choice Awards :
  - Meilleur film de comédie
  - Meilleur acteur dans un film de comédie pour Chris Rock

### 2004
- BET Comedy Awards :
  - Meilleur film au box-office
  - Meilleur réalisation pour un film au box-office pour Chris Rock
  - Meilleur acteur dans un film au box-office pour Chris Rock
  - Meilleur actrice de second rôle dans un film au box-office pour Lynn Whitfield
  - Meilleur scénario pour un film au box-office
- Black Reel Awards : meilleur scénario (original ou adapté) pour Chris Rock et Ali LeRoi
- NAACP Image Awards : meilleur second rôle masculin dans un film pour Bernie Mac

## Éditions en vidéo
En France, le film Président par accident est sorti en DVD le 29 juin 2004. Par la suite, le film est ressorti en DVD le 1er août 2006, puis en VOD le 8 juin 2022.